# Arctodus
Arctodus è un genere estinto della famiglia Ursidae endemico del Nord America. Sono conosciuti con il nome di orsi dal muso corto, vissero tra gli 800 000 ed i 12 500 anni fa e si estinsero durante il Pleistocene.
Si è ipotizzato che fosse carnivoro, anche se come gli orsi odierni, probabilmente era un animale onnivoro. Le sue ossa erano lunghe e sottili e si è pensato che sarebbe stato in grado di correre velocemente solo per brevi tratti rispetto agli orsi dei giorni nostri. Era una bestia di notevoli dimensioni e probabilmente il predatore più temuto all'epoca. Era lungo 4,5 m, con un'altezza di 3,6 m in piedi e 1,80 m al garrese; raggiungeva un peso di circa 1 000 kg.

## Descrizione

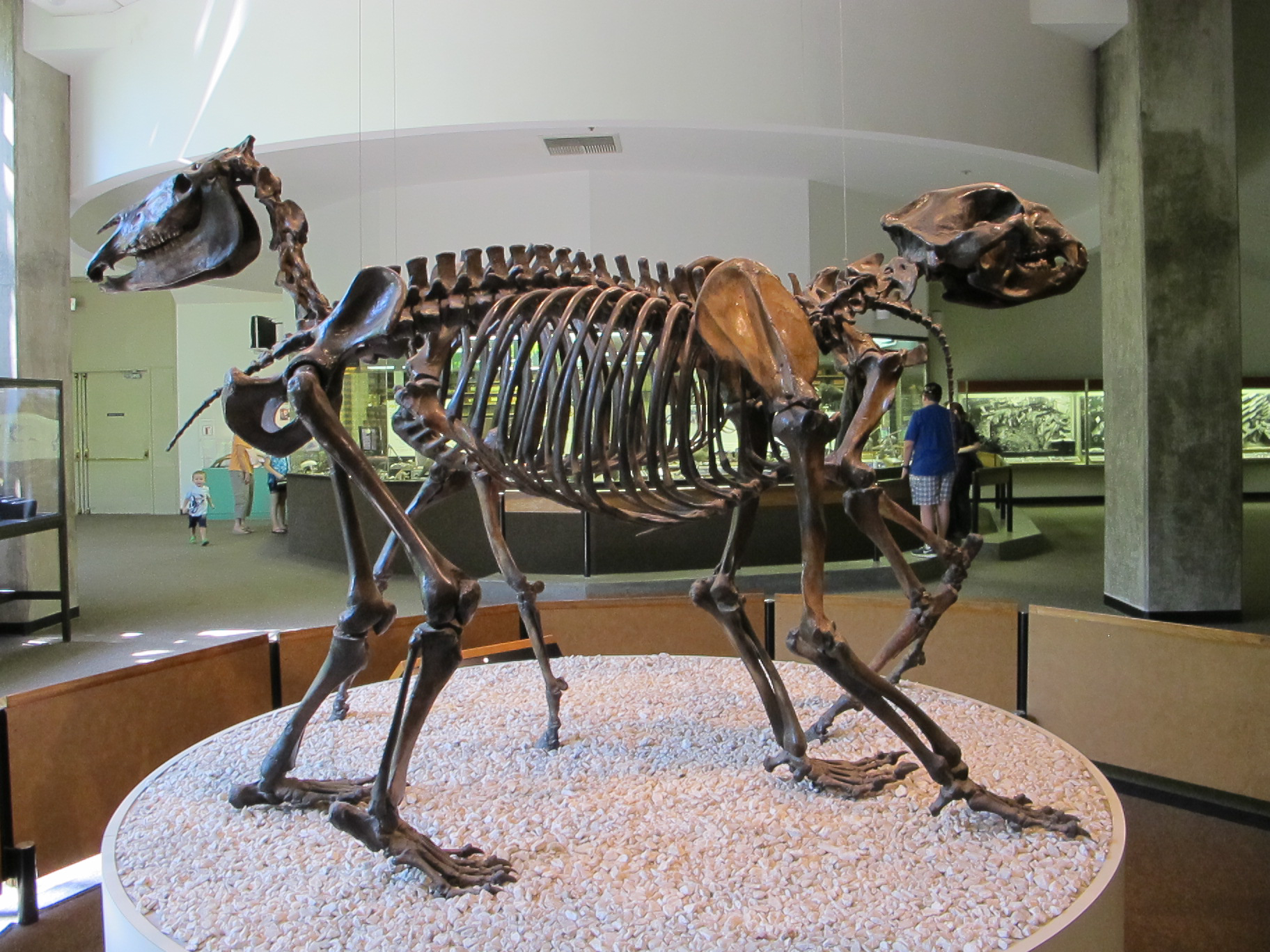
Fossili di Arctodus simus in un'installazione museale.

Arctodus era un orso dalle proporzioni mostruose: quando camminava a quattro zampe era alto in media 1,5 m, mentre alcuni esemplari raggiungevano l'impressionante altezza di 1,8 m al garrese (misura dell'altezza alla spalla dei quadrupedi). La lunghezza di questo animale era ancora più impressionante: questi orsi giganti potevano raggiungere i 4,5 m di lunghezza. Anche la sua mole non era da meno, con un peso  di 1 000-1 500 kg, più di cinque volte il peso di un'orsa polare; a dispetto del suo peso, però, era straordinariamente agile, soprattutto sulle lunghe distanze. 
Tali proporzioni gigantesche favoriscono l'ipotesi che questo orso gigante fosse il più grande mammifero predatore mai comparso sulla Terra; grazie alle sue dimensioni, probabilmente era capace non solo di dare la caccia e uccidere le sue prede, ma anche di rubarle agli altri predatori: quando si alzava sulle zampe posteriori, arrivava all'altezza di 3,65 m; era perciò più grosso e più pesante di ogni altro predatore mammifero terrestre mai scoperto.

## Habitat
L'Arctodus aveva un territorio di caccia che andava dall'Alaska al Messico e da costa a costa nel continente nordamericano; si ipotizza che abitasse anche la parte settentrionale del Sud America. Aveva un territorio così ampio che l'estinzione di questa specie ha richiesto alcuni millenni; la causa principale sembra essere stato l'aumento della temperatura media da −10 °C (o addirittura meno) a 32 °C.

## Alimentazione
Arctodus era con ogni probabilità il T-rex dell'era pleistocenica; con i possenti muscoli della mascella ed i robusti denti seghettati, era in grado di attaccare ogni tipo di preda sul suo territorio: dai veloci equini ai grandi bisonti, che abbatteva con i suoi artigli di 20 cm di lunghezza. Era anche uno dei pochi animali della sua epoca in grado di vedersela con i grandi erbivori come il Megatherium; in scontri simili probabilmente avrebbe dovuto ingaggiare un combattimento ravvicinato, fin quando non fosse riuscito ad avvicinare le fauci e ad abbattere la preda con un morso. 
Sono state avanzate anche ipotesi secondo le quali Arctodus poteva attaccare ed uccidere i grandi mammut; infatti in un sito del Dakota del Sud è stato rinvenuto un mammut con segni di morsi molto profondi, ed accanto a lui un orso dal muso corto. Tuttavia può darsi che l'Arctodus avesse trovato un mammut caduto, e pensando fosse morto avesse iniziato a banchettare, ma il mammut, dopo essersi svegliato, lo avrebbe colpito a morte.

## Nemici
L'orso dal muso corto non era di certo l'unico predatore d'America: per poter ottenere un pasto doveva vedersela con alcuni degli animali più letali dell'epoca. I principali concorrenti erano i lupi: i C. dirus erano ovunque e cacciavano in branco, per ottenere la vittoria contro un nemico così l'Arctodus doveva sfoggiare tutta la sua grandezza, ma una volta in piedi avrebbe potuto colpire con le zampe i canidi e indurli a scappare. Un'altra sfida erano i felini: i grandi leoni americani erano grossi predatori da 300 kg, muniti di canini affilati e di una ventina di artigli in totale, ma con un morso da 14 000 kPa e arti da un metro e mezzo, l'orso era capace di fare a pezzi anche questo nemico; infine vi erano i felini dai denti a sciabola, gli smilodonti, ma pure questi ultimi erano scoraggiati dall'incredibile forza e dimensioni dell'orso dal muso corto. Anche con tale concorrenza l'Arctodus era il predatore dominante d'America.

## Tassonomia
Il genere Arctodus comprende due specie:
- Arctodus pristinus
- Arctodus simus